# Alejandro Hernández (guionista)

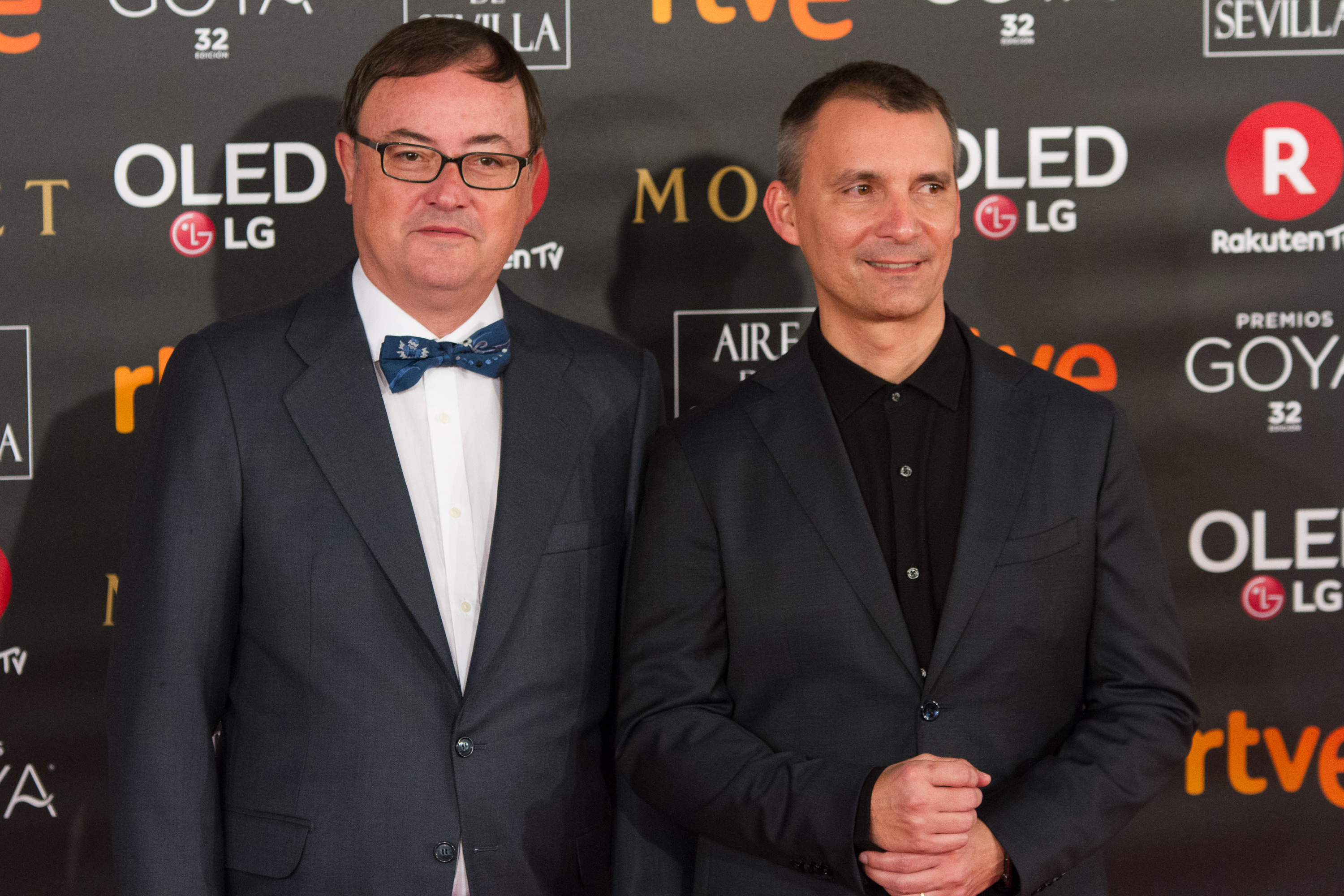
Alejandro Hernández (a la derecha) junto a Manuel Martín Cuenca en la gala de los premios Goya 2018 (Carlos Delgado; CC-BY-SA).

Alejandro Hernández (La Habana, Cuba, 1970), de nombre completo Alejandro Hernández Díaz, es un guionista hispano-cubano, profesor de guion, novelista y productor de cine, residente en Madrid, España. Ganador de un premio Goya al Mejor Guion Adaptado por Todas las mujeres (2013) de Mariano Barroso, ha tenido dos nominaciones al mismo galardón por Caníbal (2013) y El autor (2017), ambas dirigidas y coescritas por Manuel Martín Cuenca, y dos nominaciones al premio al Mejor Guion Original por Mientras dure la guerra (2019) con Alejandro Amenábar como director y coguionista, y Adú (2021) de Salvador Calvo. Ha publicado además tres novelas.
Es profesor de guion en la Universidad Carlos III de Madrid, en la Escuela de Cine de Madrid (ECAM) y en la Prague Film School en la República Checa.

## Biografía

### Juventud
Nació y se crio en La Habana, y de los 12 y los 18 años participó en todas las campañas tabacaleras organizadas por el Estado cubano mientras estudiaba. A los 18 años, fue reclutado como soldado en la guerra de Angola, entonces en su última etapa, sin guerrilla activa, lo que le permitió vivir esta experiencia más como un soldado de ocupación que de guerra. Escribió para periódicos militares y fue mecánico de la fuerza aérea. En la biblioteca de la base descubrió la obra de Freud que despertó su pasión por la psicología. De vuelta a Cuba, se licenció en Lengua inglesa y estudió cine en la Escuela Internacional de Cine y Televisión de San Antonio de los Baños (EICTV). Allí conoció al futuro director Jaime Rosales, estudiante como él, para el que escribió su primer guion, Episodio, un cortometraje que se estrenó en 1998. También conoció a Mariano Barroso en un curso con Gabriel García Márquez. Dos años antes, en 1996, había publicado su primera novela, La milla, en Cuba y en los Estados Unidos bajo el título The Cuban Mile. A los 28 años se marchó de Cuba, viajó por Asia y cursó un máster de guion de cine y televisión en la universidad de Bergen, Noruega. Llegó entonces a España donde vivió tres años sin papeles en el barrio de Lavapiés hasta que le surgió su primer trabajo.

### Trayectoria profesional
Al poco de llegar a España firma su primer guion en 2001 junto a Manuel Martín Cuenca, El juego de Cuba. Este documental sobre los jugadores de béisbol en Cuba, un deporte del que es buen conocedor y aficionado, sería el inicio de una larga y fructífera colaboración. En 2004 se asocia con Martín Cuenca para cofundar la productora La Loma Blanca, y en 2005 vuelven a trabajar juntos en el guion de Malas temporadas, primer largometraje de ficción de Alejandro Hernández. El mismo año coescribe el guion de Hormigas en la boca con su director, Mariano Barroso, y colabora con Benito Zambrano en el guion de Habana Blues.
Sigue coescribiendo guiones con Manuel Martín Cuenca, el telefilm El tesoro en 2008, y La mitad de Óscar en 2010, año en el que también es guionista de la serie de televisión Todas las mujeres de Mariano Barroso que será el germen de la película del mismo título de 2013 que le valdrá un Goya al Mejor Guion Adaptado. Se convierte en el guionista habitual de estos dos directores, firmando títulos de mucho éxito como Caníbal, El autor (2017) o La hija (2021) de Martín Cuenca –las tres ganadoras del premio ASECAN al mejor guion—, y para Barroso Lo mejor de Eva (2011) y las series de televisión La línea invisible (2020) y El día de mañana (2018). En paralelo, en 2016 inicia su colaboración con Salvador Calvo para el que escribe aquel año los guiones de 1898. Los últimos de Filipinas y de la serie El padre de Caín, en 2019 el guion del corto Maras. Ver, Oír y Callar y del largometraje Adú en 2020. Entre sus muchos trabajos de guionista durante la segunda década del siglo XXI (con Luis Avilés, Roser Aguilar, Juan Carlos Cueto o Gerardo Chijona), cabe destacar también su colaboración con Alejandro Amenábar en Mientras dure la guerra (2019) y la serie de televisión La Fortuna (2020).

### Novelista
Justo después de publicar en Cuba su primera novela en 1996, La Milla, se presentó a un concurso del Instituto de Cine cubano para el que había que enviar un argumento de diez páginas sobre la Guerra de Independencia cubana de 1898. Ganó el primer premio (8000 pesos, 320 dólares) y firmó su primer contrato como guionista, pero la película nunca se hizo. Sobre este esbozo elaboró su novela Oro ciego que publicó en 2009 y ganó en 2010 el premio Espartaco a la mejor novela histórica de 2009 escrita en español en la Semana Negra de Gijón. Dos años antes, en 2007, había publicado su segunda novela, Algún demonio, que fue llevada al cine en 2017 por el director cubano Gerardo Chijona con el título Los buenos demonios, y de la que firmó la adaptación cinematográfica.

## Filmografía

### Largometrajes
- 2024: Valle de sombras de Salvador Calvo
- 2021: Adú de Salvador Calvo
- 2021: La hija de Manuel Martín Cuenca  (coguionista y coproductor)
- 2019: Mientras dure la guerra de Alejandro Amenábar (coguionista)
- 2017: El autor de Manuel Martín Cuenca  (coguionista)
- 2017: Los buenos demonios de Gerardo Chijona (coguionista con Daniel Díaz Torres)
- 2017: Brava de Roser Aguilar
- 2016: 1898. Los últimos de Filipinas de Salvador Calvo
- 2013: Caníbal de Manuel Martín Cuenca (coguionista y productor)
- 2013: Todas las mujeres de Mariano Barroso (coguionista)
- 2011: Lo mejor de Eva de Mariano Barroso (coguionista con Mariano Barroso y Silvia Pérez de Pablos)
- 2010: La mitad de Óscar de Manuel Martín Cuenca (coguionista)
- 2010: Retornos de Luis Avilés (sobre una historia de Luis Avilés y David Pérez Iglesias)
- 2008: El tesoro (telefilm) de Manuel Martín Cuenca (coguionista)
- 2008: Eskalofrío de Isidro Ortiz (coguionista con Hernán Migoya y David Muñoz)
- 2005: Hormigas en la boca, Mariano Barroso (coguionista con Tom Abrams y Mariano Barroso sobre una novela de Miguel Barroso)
- 2005: Habana Blues de  Benito Zambrano (coguionista con Peter Andermatt, Ernesto Chao y Rolando Díaz)
- 2005: Malas temporadas de Manuel Martín Cuenca (coguionista)

### Cortometrajes
- 2019: Maras de Salvador Calvo
- 2001: Molina's Test de Jorge Molina
- 2000: Nadie (Un cuento de invierno) de Manuel Martín Cuenca (coguionista y productor asociado)
- 1998: ¿Y usted qué quiere? de Luis Jara (coguionista)
- 1998: Episodio de Jaime Rosales

### Documental
- 2022: El Caso Padilla de Pavel Giraud (productor ejecutivo)
- 2001: El juego de Cuba de Manuel Martín Cuenca (coguionista)

### Series de televisión
- 2023: Los Farad, dirigida por Mariano Barroso y Polo Menárquez (creador, productor ejecutivo y guionista)
- 2021: La Fortuna de Alejandro Amenábar (coguionista)
- 2020: La línea invisible de Mariano Barroso (guionista)
- 2019: Criminal: España de Mariano Barroso, creada por Jim Field Smith y George Kay (guionista)
- 2018: El día de mañana de Mariano Barroso (guionista)
- 2016: El padre de Caín de Salvador Calvo (guionista)
- 2015-2019: Los nuestros de Salvador Calvo (1ª temporada) y Joaquín Llamas (2ª temporada)
- 2010: Todas las mujeres de Mariano Barroso (guionista)

## Premios y nominaciones
Premios Goya
| Año  | Categoría            | Película                | Resultado |
| ---- | -------------------- | ----------------------- | --------- |
| 2021 | Mejor guion original | Adú                     | Nominado  |
| 2020 | Mejor guion original | Mientras dure la guerra | Nominado  |
| 2018 | Mejor guion adaptado | El autor                | Nominado  |
| 2014 | Mejor guion adaptado | Todas las mujeres       | Ganador   |
| 2014 | Mejor guion adaptado | Caníbal                 | Nominado  |
| 2014 | Mejor película       | Caníbal                 | Nominado  |

Medallas del Círculo de Escritores Cinematográficos
| Año  | Categoría            | Película                | Resultado |
| ---- | -------------------- | ----------------------- | --------- |
| 2006 | Mejor guion adaptado | Hormigas en la boca     | Nominado  |
| 2013 | Mejor guion adaptado | Todas las mujeres       | Nominado  |
| 2013 | Mejor guion adaptado | Caníbal                 | Ganador   |
| 2018 | Mejor guion adaptado | El autor                | Nominado  |
| 2020 | Mejor guion original | Mientras dure la guerra | Nominado  |
| 2021 | Mejor guion original | Adú                     | Nominado  |

Festival de Málaga
| Año  | Categoría   | Película            | Resultado |
| ---- | ----------- | ------------------- | --------- |
| 2018 | Mejor guion | Los buenos demonios | Ganador   |

Festival de Cine de España de Toulouse
| Año  | Categoría   | Película | Resultado |
| ---- | ----------- | -------- | --------- |
| 2014 | Mejor guion | Caníbal  | Ganador   |

Asociación de Escritoras y Escritores Cinematográficos de Andalucía (ASECAN)
| Año  | Categoría   | Película | Resultado |
| ---- | ----------- | -------- | --------- |
| 2021 | Mejor guion | La hija  | Ganador   |
| 2018 | Mejor guion | El autor | Ganador   |
| 2014 | Mejor guion | Caníbal  | Ganador   |